# KUMAMOTO BARTENDERS CHOICE
『KUMAMOTO BARTENDERS CHOICE 』（くまもとバーテンダーズ・チョイス）は、2009年11月公開のドキュメンタリー映画。
熊本のバーテンダー有志、バー文化を理解する一般人らが参集した親睦団体「熊本バーソサエティ」が中心となって、オリジナルウイスキーを作るまでの過程をストレートに写し撮ったドキュメンタリー。
制作・監督・ナレーションを務めた 榎田信衛門にとって初となるドキュメンタリー監督作品。
2009年11月15日に『イベントスクエア・リバーレ』(熊本市)で初上映された。

## 出演者
- 末廣安孝(Masquerade)
- 鶴田タケシ(Bar:Colon)
- 矢田博文(STARS BAR)
- 住永安辞(Charmant Valeur)
- 伊藤晋治(boot camp)
- 高田昌治(BAR RICORDI)
- 隅田耕一郎(bar lente)
- 吉田哲也(USHIJIMA-SAKETEN)
- 松村祐介(Suntory Beer & Spirits)
- 丸谷雄一(Suntory Beer & Spirits)
- 藤木敏之(BAR SANTE)

## スタッフ
- 撮影・監督・プロデューサー・ナレーター ： 榎田信衛門
- アシスタントプロデューサー ： 河内山裕子
- アシスタントディレクター： 甲斐匠平
- 構成協力： マスタード☆鶴田
- 音声：唐沢竿
- 写真・ウェブ制作：椿山春
- 製作 ：ウェブラジオFMC
- 取材協力 ： サントリー白州蒸留所、サントリービール九州熊本工場、サントリービア&スピリッツ株式会社熊本支店ほか
- 協力協賛 ：熊本バーソサエティ
- 配給・宣伝 ： FMC PICTURE DIGITAL